# Алкей (син на Персей)
Вижте пояснителната страница за други значения на Алкей.
Алкей или Алкай (на старогръцки: Ἀλκαῖος, Alkaios) в древногръцката митология е цар на Тиринт през 14 век пр.н.е. Той е син на Персей и Андромеда. Брат е на Електрион. Наследява баща си като цар на Тиринт.
Алкей се жени за Астидамея (дъщеря на Пелопс), или за Лаонома (дъщеря на Гуней), или за Хипонома (дъщеря на Менекей и сестра на Креон).
Той е баща на Амфитрион (бащата на Херакъл), Перимеда (съпруга на Ликимний), Анаксо (съпруга на Електрион).
Според Библиотеката на Аполодор Алкей е, както брат му Стенел, син на Андрогей (син на Минос).